# Efraín Flores
Efraín Flores Mercado (nacido el 6 de febrero del 1958 en Juchipila, Zacatecas), es un entrenador mexicano de fútbol. Es un director técnico creado en el equipo Jalisco en la década de los años 1980, también ha dirigido a equipos como el Atlas, León, Chivas y Pachuca CF, además de haber sido DT interino de la selección mexicana en el 2010. Su último equipo como director técnico hasta el momento fue Mineros de Zacatecas, en el mismo club fungió como director deportivo hasta julio de 2018. Actualmente es director deportivo de Club Deportivo FAS, donde pretenden replicar junto a los nuevos propietarios del club más ganador del fútbol salvadoreño, lo hecho en Costa Rica con el Deportivo Saprissa donde fungió como vicepresidente.  

## Clubes como entrenador
| Club                       | País        | Año       |
| -------------------------- | ----------- | --------- |
| Atlas de Guadalajara       | México      | 1991-2001 |
| Club León                  | México      | 2002      |
| Club Deportivo Guadalajara | México      | 2007-2009 |
| Selección Mexicana*        | México      | 2010      |
| Club de Fútbol Pachuca     | México      | 2011-2012 |
| Mineros de Zacatecas       | México      | 2017-2018 |
| Club Deportivo FAS         | El Salvador | 2024      |

* Fue DT interino de la selección después de la Copa Mundial de Fútbol de 2010.